# Margaret Atwood
Margaret Eleanor Atwood (sinh ngày 18 tháng 11 năm 1939) là một nhà thơ, tiểu thuyết gia, nhà phê bình văn học, người viết tiểu luận, nhà phát minh, nhà giáo và nhà hoạt động môi trường người Canada. Bà đã xuất bản mười bảy tập thơ, mười sáu tiểu thuyết, mười cuốn sách phi hư cấu, tám bộ tiểu thuyết ngắn, tám cuốn sách thiếu nhi, và một cuốn tiểu thuyết đồ họa, cũng như một số ấn bản báo chí nhỏ bằng thơ và tiểu thuyết. Atwood và các tác phẩm của bà đã giành được nhiều giải thưởng và danh hiệu bao gồm Giải thưởng Man Booker, Giải thưởng Arthur C. Clarke, Giải thưởng của Toàn quyền, Giải thưởng Franz Kafka và Giải thưởng Thành tựu trọn đời của Trung tâm phê bình sách và Trung tâm PEN Hoa Kỳ. Atwood cũng là nhà phát minh và phát triển LongPen và các công nghệ liên quan tạo điều kiện cho việc viết tài liệu bằng robot từ xa.
Là một tiểu thuyết gia và nhà thơ, các tác phẩm của Atwood bao gồm nhiều chủ đề bao gồm sức mạnh của ngôn ngữ, giới tính và bản sắc, tôn giáo và huyền thoại, biến đổi khí hậu và "chính trị quyền lực". Nhiều bài thơ của bà được lấy cảm hứng từ những câu chuyện thần thoại và truyện cổ tích khiến bà hứng thú từ khi còn rất nhỏ. Trong số những đóng góp của bà cho văn học Canada, Atwood là người sáng lập Giải thưởng Thơ của Griffin và Quỹ Nhà văn Canada.

## Đời sống và giáo dục cá nhân
Atwood được sinh ra ở Ottawa, Ontario, Canada, là con thứ hai trong ba đứa con  của Carl Edmund Atwood, một nhà côn trùng học  và Margaret Dorothy (nhũ danh Killam), một chuyên gia dinh dưỡng và chuyên gia ăn uống từ Woodville, Nova Scotia. Vì nghiên cứu liên tục của cha mình về côn trùng học trong rừng, Atwood đã dành phần lớn thời thơ ấu của mình ở vùng rừng núi phía bắc Quebec và đi du lịch qua lại giữa Ottawa, Sault Ste. Marie và Toronto. Bà không đi học toàn thời gian cho đến khi bà mười hai tuổi. Bà trở thành một độc giả hào hứng về văn học, Bí ẩn về túi tiền của Dell, Truyện cổ Grimms, truyện động vật Canada và truyện tranh comic. Bà học tại trường trung học Leaside ở Leaside, Toronto và tốt nghiệp năm 1957. Atwood bắt đầu viết kịch và thơ từ năm lên sáu tuổi.
Atwood nhận ra bà muốn viết văn chuyên nghiệp khi bà mười sáu tuổi. Năm 1957, bà bắt đầu học tại Victoria College ở Đại học Toronto, nơi bà xuất bản những bài thơ và bài báo trên Acta Victoriana, tạp chí văn học đại học, và tham gia vào truyền thống làm kịch sân khấu thứ hai của The Bob Comedy Revue. Các giáo sư của bà bao gồm Jay Macpherson và Northrop Frye. Bà tốt nghiệp năm 1961 với bằng Cử nhân Nghệ thuật bằng tiếng Anh (danh dự) với các môn phụ về triết học và tiếng Pháp. :54
Năm 1961, Atwood bắt đầu nghiên cứu sau đại học tại Đại học Radcliffe thuộc Đại học Harvard, với học bổng Woodrow Wilson. Bà đã lấy bằng thạc sĩ (MA) từ Radcliffe năm 1962 và theo đuổi nghiên cứu tiến sĩ trong hai năm, nhưng không hoàn thành luận án mang tên "Sự lãng mạn siêu hình tiếng Anh".
Năm 1968, Atwood kết hôn với Jim Polk, một nhà văn người Mỹ; họ đã ly dị vào năm 1973. Bà đã có mối quan hệ với tiểu thuyết gia Graeme Gibson ngay sau đó và chuyển đến một trang trại gần Alliston, Ontario, tại đó con gái của họ, Eleanor Jess Atwood Gibson, được sinh ra năm 1976. Gia đình bà sau đó trở về Toronto vào năm 1980.
Mặc dù là một nhà văn thành đạt, Margaret Atwood tuyên bố mình là một người hay nhầm chính tả khủng khiếp.

## Nghề nghiệp

### Những năm 1960
Cuốn sách thơ đầu tiên của Atwood, Double Persephone, được xuất bản dưới dạng một cuốn sách nhỏ của Hawskhead Press năm 1961, giành được giải thưởng EJ Pratt. Trong khi tiếp tục viết văn, Atwood làm giảng viên tiếng Anh tại Đại học British Columbia, Vancouver, từ 1964 đến 1965, Giảng viên tiếng Anh tại Đại học Sir George Williams ở Montreal từ 1967 đến 1968, và giảng dạy tại Đại học Alberta từ năm 1969 đến năm 1970. Năm 1966, Trò chơi vòng tròn được xuất bản, giành giải thưởng của Toàn quyền. Tuyển tập thơ này được nối tiếp với ba tập thơ báo chí nhỏ khác: Kaleidoscopes Baroque: một bài thơ, Cranbrook Academy of Art (1965); Bùa cho trẻ em, Học viện nghệ thuật Cranbrook (1965); và Bài phát biểu cho Bác sĩ Frankenstein, Học viện Nghệ thuật Cranbrook (1966); cũng như, Những con vật ở đất nước đó (1968). Cuốn tiểu thuyết đầu tay của Atwood, The Edible Woman, được xuất bản năm 1969. Là một tác phẩm châm biếm xã hội của chủ nghĩa tiêu dùng Bắc Mỹ, nhiều nhà phê bình thường trích dẫn cuốn tiểu thuyết này của bà như một ví dụ ban đầu về mối quan tâm nữ quyền được tìm thấy trong nhiều tác phẩm của Atwood.

### Những năm 1970
Atwood giảng dạy tại Đại học York ở Toronto từ năm 1971 đến năm 1972 và là một nhà văn thường trú tại Đại học Toronto trong năm học 1972/1973. Trong thời kỳ sung mãn viết thơ ca này, Atwood đã xuất bản sáu tuyển tập thơ trong suốt thập kỷ: Tạp chí của Susanna Moodie (1970), Thủ tục ngầm (1970), Chính trị quyền lực (1971), You Are Happy (1974), Thơ chọn Mạnh1975 (1976), và thơ hai đầu (1978). Atwood cũng xuất bản ba cuốn tiểu thuyết trong thời gian này: Lướt sóng (1972); Phu nhân Oracle (1976); và Life Before Man (1979), là người vào chung kết cho Giải thưởng của Toàn quyền. Lướt sóng, Lady Oracle và Life Before Man, như The Edible Woman, khám phá bản sắc và các công trình xã hội về giới tính khi chúng liên quan đến các chủ đề như chính trị tự nhiên và tình dục. Cụ thể, Surfaces, cùng với chuyên khảo phi hư cấu đầu tiên của bà, Survival: A Chuyên đề về Văn học Canada (1972), đã giúp Atwood trở thành một tiếng nói quan trọng và mới nổi trong văn học Canada. Vào năm 1977, Atwood đã xuất bản tập truyện ngắn đầu tiên của bà, Dancing Girls, người giành Giải thưởng tiểu thuyết St. Lawrence và giải thưởng Nhà phân phối định kỳ của Canada cho tiểu thuyết ngắn.
Đến năm 1976 quan tâm của công chúng đến Atwood, các tác phẩm và cuộc sống của bà lớn đến mức Maclean's đã tuyên bố bà là "nhà văn có nhiều tin đồn nhất Canada." 

### Những năm 1980
Danh tiếng văn học của Atwood tiếp tục tăng lên trong những năm 1980 với ấn phẩm Bodily Harm (1981); The Handdess's Tale (1985), người chiến thắng Giải thưởng Arthur C. Clarke  và Giải thưởng Toàn quyền năm 1985  và là người vào chung kết Giải thưởng Booker 1986; và Mắt mèo (1988), lọt vào chung kết cho cả Giải thưởng của Toàn quyền năm 1988 và Giải thưởng Booker 1989. Mặc dù không thích các nhãn hiệu văn học, Atwood đã thừa nhận đề cập đến The Handdess's Tale như một tác phẩm khoa học viễn tưởng, hay chính xác hơn, là tiểu thuyết giả tưởng. Như bà đã nhiều lần lưu ý, "Có một tiền lệ trong cuộc sống thực cho mọi thứ trong cuốn sách. Tôi quyết định không đưa bất cứ thứ gì vào tác phẩm mà nhà văn nào đó đã từng thực hiện." 
Trong khi các nhà phê bình và phê bình đã cố gắng tìm đọc các yếu tố tự truyện về cuộc đời của Atwood trong tác phẩm của bà, đặc biệt là Mắt mèo, nói chung, Atwood chống lại mong muốn các nhà phê bình đọc cuộc đời của tác giả qua tác phẩm. Nhà làm phim Michael Rubbo của Margaret Atwood: Một lần vào tháng 8 (1984)  đã kể chi tiết sự thất vọng của nhà làm phim khi phát hiện ra bằng chứng tự truyện và cảm hứng trong các tác phẩm của Atwood.
Trong những năm 1980, Atwood tiếp tục giảng dạy, phục vụ với tư cách là Chủ tịch danh dự MFA, Đại học Alabama ở Tuscaloosa, 1985; Giáo sư tiếng Anh Berg, Đại học New York, 1986; Nhà văn tại nơi cư trú, Đại học Macquarie, Úc, 1987; và nhà văn tại chỗ của Đại học Trinity, San Antonio, Texas, 1989. Liên quan đến việc giảng dạy, bà đã nói rằng: "Thành công đối với tôi có nghĩa là không còn phải dạy ở trường đại học nữa." 

### Những năm 1990
Danh tiếng của Atwood với tư cách là một nhà văn tiếp tục phát triển với việc xuất bản tiểu thuyết The Robber Bride (1993), chung kết cho Giải thưởng của Toàn quyền năm 1994  và lọt vào danh sách của James Tiptree, Giải thưởng Jr., và Alias Grace (1996), người chiến thắng Giải thưởng Giller năm 1996, người vào chung kết Giải thưởng Người viết sách năm 1996, người vào chung kết Giải thưởng Toàn quyền năm 1996, và lọt vào danh sách Giải thưởng Cam năm 1997 dành cho Tiểu thuyết. Mặc dù rất khác nhau về bối cảnh và hình thức, cả hai cuốn tiểu thuyết đều sử dụng các nhân vật nữ để đặt câu hỏi về thiện và ác và đạo đức thông qua việc miêu tả các nhân vật phản diện nữ. Như Atwood đã lên tiếng về The Robber Bride, "Tôi sẽ không gây ra hành vi xấu xa, nhưng trừ khi bạn có một số nhân vật nữ được miêu tả là nhân vật ác, bạn sẽ không chơi với đầy đủ."  The Robber Bride diễn ra ở Toronto đương đại, trong khi Alias Grace là một tác phẩm hư cấu lịch sử kể chi tiết về vụ giết hai người năm 1843: Thomas Kinnear và quản gia của ông, bà Nancy Montgomery. Atwood trước đó đã viết bộ phim truyền hình được sản xuất năm 1974 của CBC The Servant Girl, kể về cuộc đời của Grace Marks, người hầu trẻ tuổi, cùng với James McDermott, bị kết án về tội ác trên.

### Những năm 2000

#### Tiểu thuyết
Năm 2000, Atwood đã xuất bản cuốn tiểu thuyết thứ mười của bà, Sát thủ mù, để được hoan nghênh, đã giành được cả Giải thưởng Booker  và Giải thưởng Hammett  năm 2000. Sát thủ mù cũng được đề cử cho Giải thưởng của Toàn quyền năm 2000, Giải thưởng Orange cho tiểu thuyết và Giải thưởng văn học quốc tế Dublin năm 2002. Năm 2001, Atwood được giới thiệu vào Đại lộ Danh vọng của Canada. Atwood tiếp nối thành công này với việc xuất bản Oryx và Crake vào năm 2003, cuốn tiểu thuyết đầu tiên trong sê-ri cũng bao gồm Năm lũ (2009) và MaddAddam (2013), được gọi chung là Bộ ba MaddAddam. Tầm nhìn khải huyền trong MaddAddam Trilogy tham gia các chủ đề chỉnh sửa gen, kiểm soát dược phẩm và doanh nghiệp và thảm họa do con người tạo ra. Là một tác phẩm hư cấu đầu cơ, Atwood lưu ý về công nghệ trong Oryx và Crake, "Tôi nghĩ, lần đầu tiên trong lịch sử loài người, chúng ta thấy chúng ta có thể đi đâu. Chúng ta có thể nhìn thấy tương lai đủ xa để biết rằng chúng ta không thể đi trên con đường mà chúng ta đã đi mãi mãi mà không phát minh ra, có thể, rất nhiều điều mới và khác biệt. "  Sau đó, bà cảnh báo trong lời cảm ơn tới MaddAddam, "Mặc dù MaddAddam là một tác phẩm hư cấu, nhưng nó không bao gồm bất kỳ công nghệ hoặc sinh vật nào chưa tồn tại, không được xây dựng hoặc không thể thực hiện được trên lý thuyết." 
Năm 2005 Atwood đã xuất bản tiểu thuyết The Penelopiad như một phần của Bộ truyện thần thoại Canongate. Câu chuyện là một câu chuyện kể lại về The Odyssey dưới góc nhìn của Penelope và một điệp khúc của mười hai người hầu gái bị sát hại ở cuối câu chuyện gốc. Penelopiad đã được sản xuất thành sân khấu vào năm 2007 
Vào năm 2016, Atwood đã xuất bản cuốn tiểu thuyết Hag-Seed, một phiên bản kể lại trong thời hiện đại của tác phẩm The Tempest của Shakespeare, như một phần của Series Hogarth Shakespeare của Penguin Random House.
Vào ngày 28 tháng 11 năm 2018, Atwood tuyên bố rằng bà sẽ xuất bản The Testaments, phần tiếp theo của The Handdess's Tale, vào tháng 9 năm 2019. Cuốn tiểu thuyết sẽ có ba người kể chuyện nữ và diễn ra mười lăm năm sau cảnh cuối cùng của nhân vật Offred trong The Handdess's Tale.

#### Phi hư cấu
Năm 2008 Atwood đã xuất bản Payback: Debt and the Shadow Side of Wealth, một bộ gồm năm bài giảng được trình bày như một phần của Bài giảng Massey từ ngày 12 tháng 10 đến ngày 1 tháng 11 năm 2008. Cuốn sách được phát hành với dự đoán về các bài giảng, cũng được ghi lại và phát trên Ý tưởng của Đài phát thanh CBC.

#### Nhạc kịch thính phòng
Vào tháng 3 năm 2008, Atwood chấp nhận đề nghị viết tác phẩm opera thính phòng đầu tiên của cô. Được ủy quyền bởi City Opera of Vancouver, Pauline lấy bối cảnh tại Vancouver vào tháng 3 năm 1913 trong những ngày cuối cùng của cuộc đời của nhà văn và nghệ sĩ người Canada Pauline Johnson. Pauline, được sáng tác bởi Tobin Stokes với libretto của Atwood, được công chiếu vào ngày 23 tháng 5 năm 2014, tại Nhà hát York của Vancouver.

#### Tiểu thuyết đồ họa
Năm 2016 Atwood bắt đầu viết bộ truyện tranh siêu anh hùng Angel Catbird, với đồng tác giả và họa sĩ minh họa Johnnie Christmas. Nhân vật chính của loạt phim, nhà khoa học Strig Feleedus, là nạn nhân của một đột biến tình cờ khiến anh ta có các bộ phận cơ thể và sức mạnh của cả một con mèo và một con chim. Cũng như các tác phẩm khác của bà, Atwood lưu ý về bộ truyện, "Loại tiểu thuyết đầu cơ về tương lai mà tôi viết luôn dựa trên những thứ đang trong quá trình xử lý ngay bây giờ. Vì vậy, không phải là tôi tưởng tượng về họ, mà tôi nhận thấy rằng mọi người đang làm việc với họ và tôi đưa nó đi thêm một vài bước nữa trên đường. Vì vậy, nó không đi ra từ đâu cả, nó đi ra từ cuộc sống thực. " 

#### Dự án Thư viện tương lai
Với tiểu thuyết Scribbler Moon, Atwood là người đóng góp đầu tiên cho dự án Thư viện Tương lai. Công việc, hoàn thành vào năm 2015, đã được bàn giao cho dự án vào ngày 27 tháng 5 cùng năm. Cuốn sách sẽ được tổ chức bởi dự án cho đến khi xuất bản cuối cùng vào năm 2114. Bà ấy nghĩ rằng độc giả có thể sẽ cần một nhà nhân học cổ sinh học để dịch một số phần của câu chuyện của bà ấy. Trong một cuộc phỏng vấn với tờ báo The Guardian, Atwood nói: "Nó có điều gì đó kỳ diệu. Nó giống như Người đẹp ngủ trong rừng. Các văn bản sẽ trôi đi trong 100 năm và sau đó chúng sẽ thức dậy, sống lại. Đó là một khoảng thời gian thần tiên. Bà ấy đã ngủ 100 năm. " 

#### Phát minh ra LongPen
Đầu năm 2004, trong chuyến quảng bá sách bìa mềm ở Denver cho cuốn tiểu thuyết Oryx và Crake của mình, Atwood đã nghĩ ra khái niệm về công nghệ viết robot từ xa, sau này được gọi là LongPen, cho phép một người viết từ xa bằng mực ở bất kỳ đâu trên thế giới thông qua máy tính bảng và Internet, do đó cho phép bà ấy thực hiện các chuyến tham quan sách của mình mà không cần phải có mặt. Bà nhanh chóng thành lập một công ty, Unotchit Inc., để phát triển, sản xuất và phân phối công nghệ này. Đến năm 2011, Unotchit Inc. đã chuyển trọng tâm thị trường sang kinh doanh và giao dịch hợp pháp và đang sản xuất một loạt sản phẩm, cho nhiều ứng dụng viết từ xa, dựa trên công nghệ LongPen và đổi tên thành Syngrafii Inc. Kể từ tháng 9 năm 2014, Atwood vẫn là đồng sáng lập và Giám đốc của Syngrafii Inc. và nắm giữ các bằng sáng chế khác nhau liên quan đến công nghệ LongPen.

## Chủ đề định kỳ và bối cảnh văn hóa

### Lý thuyết về bản sắc Canada
Những đóng góp của Atwood trong việc lý thuyết hóa bản sắc Canada đã thu hút được sự chú ý cả ở Canada và quốc tế. Tác phẩm chính của bà về phê bình văn học, Survival: Hướng dẫn chuyên đề về Văn học Canada, được coi là hơi lỗi thời, nhưng vẫn là một giới thiệu tiêu chuẩn về văn học Canada trong các chương trình Nghiên cứu Canada trên phạm vi quốc tế. Một số nhà phê bình tiếp tục tái bản Sự sống còn của Nhà báo Anansi đã bị chỉ trích là một sự bất đồng về quan điểm đối với sinh viên Văn học Canada bởi một số nhà phê bình, bao gồm cả Giáo sư Joseph Pivato.
Trong Survival, Atwood cho rằng văn học Canada, và bằng bản sắc Canada mở rộng, được đặc trưng bởi biểu tượng của sự sống còn. Biểu tượng này được thể hiện trong việc sử dụng "vị trí nạn nhân" ở khắp mọi nơi trong văn học Canada. Những vị trí này thể hiện một thang đo ý thức và tự thực hiện cho nạn nhân trong mối quan hệ "kẻ chiến thắng / nạn nhân". "Người chiến thắng" trong các kịch bản này có thể là những người khác, thiên nhiên, hoang dã hoặc các yếu tố bên ngoài và bên trong khác áp bức nạn nhân. Sự sống còn của Atwood chịu ảnh hưởng của lý thuyết đồn trú của Northrop Frye; Atwood sử dụng khái niệm của Frye về mong muốn của Canada để tránh khỏi ảnh hưởng từ bên ngoài như một công cụ quan trọng để phân tích văn học Canada. Theo lý thuyết của bà trong các tác phẩm như Survival và khám phá các chủ đề tương tự trong tiểu thuyết của mình, Atwood coi văn học Canada là sự thể hiện bản sắc Canada. Theo tài liệu này, bản sắc Canada đã được xác định bởi nỗi sợ thiên nhiên, bởi lịch sử định cư và sự tuân thủ không hề nghi ngờ đối với cộng đồng.
Đóng góp của Atwood cho việc lý thuyết hóa Canada không chỉ giới hạn ở các tác phẩm phi hư cấu của cô. Một số tác phẩm của bà, bao gồm Tạp chí của Susanna Moodie, Bí danh Grace, Kẻ ám sát mù và Lướt sóng, là những ví dụ về cái mà nhà lý luận văn học hậu hiện đại Linda Hutcheon gọi là " siêu hình lịch sử ". Trong các tác phẩm như vậy, Atwood khám phá rõ ràng mối quan hệ của lịch sử và tường thuật và các quá trình tạo ra lịch sử.
Atwood tiếp tục khám phá ý nghĩa của các chủ đề văn học Canada đối với bản sắc Canada trong các bài giảng như Strange Things: The Malevolent North trong Văn học Canada (1995).
Trong số những đóng góp của bà cho văn học Canada, Atwood là người ủy thác sáng lập Giải thưởng Thơ của Griffin, cũng như người sáng lập của Quỹ Nhà văn Canada, một tổ chức văn học phi lợi nhuận nhằm khuyến khích cộng đồng sáng tác của Canada.

### Nữ quyền
Tác phẩm của Atwood đã được các nhà phê bình văn học nữ quyền quan tâm, mặc dù đôi khi Atwood không sẵn lòng áp dụng nhãn hiệu nữ quyền vào các tác phẩm của mình. Bắt đầu với việc xuất bản cuốn tiểu thuyết đầu tiên của bà, Người phụ nữ ăn được, Atwood khẳng định: "Tôi không coi đó là nữ quyền; tôi chỉ coi đó là chủ nghĩa hiện thực xã hội."  Mặc dù đôi khi bà từ chối nhãn hiệu này, các nhà phê bình đã phân tích chính trị tình dục, sử dụng thần thoại và truyện cổ tích, và các mối quan hệ giới trong công việc của bà thông qua lăng kính nữ quyền. Sau đó, bà đã làm rõ sự khó chịu của mình với nhãn hiệu nữ quyền bằng cách nói: "Tôi luôn muốn biết mọi người có ý gì bởi từ đó [nữ quyền]. Một số người có nghĩa là nó khá tiêu cực, những người khác có nghĩa là nó rất tích cực, một số người có nghĩa nó theo nghĩa rộng, những người khác có nghĩa nó theo nghĩa cụ thể hơn. Do đó, để trả lời câu hỏi, bạn phải hỏi người đó nghĩa là gì. "  Nói với The Guardian, bà nói: "Chẳng hạn, một số nhà nữ quyền trong lịch sử đã chống lại son môi và để phụ nữ chuyển giới vào nhà vệ sinh nữ. Đó không phải là những vị trí mà tôi đã đồng ý ", một vị trí mà bà đã lặp lại với Thời báo Ailen.
Vào tháng 1 năm 2018, Atwood đã viết một bản op-ed "Am IA Bad Women'sist?" cho tờ báo The Globe and Mail. Tác phẩm này là để đáp trả các phản ứng dữ dội trên phương tiện truyền thông xã hội liên quan đến chữ ký của Atwood trong bản kiến nghị năm 2016 kêu gọi một cuộc điều tra độc lập về vụ nổ súng của Steven Galloway, cựu giáo sư Đại học British Columbia bị buộc tội quấy rối và tấn công tình dục bởi một sinh viên. Trong khi các nhà phê bình nữ quyền tố cáo Atwood vì sự ủng hộ của bà đối với Galloway, Atwood khẳng định rằng chữ ký của bà là hỗ trợ cho quá trình đúng hạn trong hệ thống pháp luật. Bà đã bị chỉ trích vì những bình luận xung quanh phong trào # MeToo, đặc biệt đó là "triệu chứng của một hệ thống pháp lý bị phá vỡ".

### Giả tưởng và khoa học viễn tưởng
Atwood đã phản đối đề xuất rằng The Handdess's Tale và Oryx và Crake là khoa học viễn tưởng, đề xuất với The Guardian năm 2003 rằng các tác phẩm này là tiểu thuyết giả tưởng: "Khoa học viễn tưởng có quái vật và tàu vũ trụ; viễn tưởng có thể thực sự xảy ra."  Bà nói với Câu lạc bộ của tháng: " Oryx và Crake là một tiểu thuyết đầu cơ, không phải là một tiểu thuyết khoa học thích hợp. Nó không chứa du hành vũ trụ giữa các thiên hà, không dịch chuyển tức thời, không sao Hỏa. "  Trên BBC Breakfast, bà giải thích rằng khoa học viễn tưởng, trái ngược với những gì bà tự viết, là "những con mực biết nói ngoài vũ trụ". Cụm từ sau đặc biệt ủng hộ các tác phẩm khoa học viễn tưởng và thường xuyên tái diễn khi các tác phẩm của bà được thảo luận.
Vào năm 2005, Atwood nói rằng đôi khi bà viết tiểu thuyết khoa học xã hội và rằng The Handdess's Tale và Oryx và Crake có thể được chỉ định như vậy. Bà đã làm rõ ý nghĩa của mình về sự khác biệt giữa tiểu thuyết đầu cơ và khoa học, thừa nhận rằng những người khác sử dụng các thuật ngữ có thể thay thế cho nhau: công việc sử dụng các phương tiện đã có trong tay và điều đó diễn ra trên hành tinh Trái đất. " Bà nói rằng những câu chuyện khoa học viễn tưởng mang đến cho nhà văn khả năng khám phá các chủ đề theo những cách mà tiểu thuyết hiện thực không thể làm được.

### Quyền động vật
Margaret Atwood liên tục đưa ra những quan sát về mối quan hệ của con người với động vật trong các tác phẩm của mình. Một phần lớn dystopia Atwood tạo ra ở Oryx và Crake dựa trên sự biến đổi và biến đổi gen của động vật và con người, dẫn đến các giống lai như pigo, rakunks, wolvogs và Crakers, có chức năng đặt ra câu hỏi về giới hạn và đạo đức của khoa học và công nghệ, cũng như các câu hỏi về ý nghĩa của con người.
Trong Surfaces, một nhân vật nhận xét về việc ăn động vật: "Những con vật chết mà chúng ta có thể sống, chúng là người thay thế... Và chúng tôi ăn chúng hoặc cách này hoặc cách khác; chúng ta là kẻ ăn thịt chết, xác thịt của Chúa Kitô đã chết sống lại trong chúng ta, ban cho chúng ta sự sống. " Một số nhân vật trong sách của bà liên kết sự áp bức tình dục với việc ăn thịt và do đó từ bỏ việc ăn thịt. Trong Người phụ nữ ăn được, nhân vật Marian của Atwood đồng cảm với những con thú bị săn đuổi và khóc sau khi nghe kinh nghiệm săn bắn và xua đuổi một con thỏ của chồng. Marian ngừng ăn thịt nhưng sau đó quay lại ăn thịt như cũ.
Trong Mắt mèo, người kể chuyện nhận ra sự giống nhau giữa một con gà tây và một em bé. Bà ấy nhìn vào "con gà tây, trông giống như một đứa bé không đầu. Nó đã vứt bỏ trang phục của nó như một bữa ăn và tiết lộ cho tôi biết nó là gì, một con chim lớn đã chết. " Trong tác phẩm Mặt, một con diệc chết đại diện cho việc giết chóc vô mục đích và khuyến khích suy nghĩ về những cái chết vô nghĩa khác.
Atwood đã chỉ ra trong các cuộc phỏng vấn rằng bà coi mình là một Tory đỏ theo nghĩa lịch sử của thuật ngữ này. Trong cuộc bầu cử liên bang năm 2008, bà đã tham dự một cuộc biểu tình ủng hộ Bloc Québécois, một đảng ly khai Quebec, vì sự ủng hộ của bà đối với vị trí của họ đối với nghệ thuật, và tuyên bố rằng bà sẽ bỏ phiếu cho đảng nếu bà sống trong một chuyến đi ở Quebec. sự lựa chọn là giữa các đảng Bloc và Bảo thủ. Trong một bài xã luận trên tờ The Globe and Mail, bà kêu gọi người dân Canada bỏ phiếu cho bất kỳ bên nào khác để ngăn chặn đa số bảo thủ.
Atwood có quan điểm mạnh mẽ về các vấn đề môi trường, và bà và Graeme Gibson là chủ tịch danh dự chung của Câu lạc bộ chim quý hiếm trong BirdLife International. Atwood tổ chức sinh nhật lần thứ 70 của mình tại một buổi dạ tiệc tại Đại học Laurentian ở Sudbury, Ontario. Bà nói rằng bà đã chọn tham dự sự kiện này vì thành phố này là nơi có một trong những chương trình cải tạo môi trường đầy tham vọng nhất của Canada: "Khi mọi người hỏi liệu có hy vọng (cho môi trường) không, tôi nói, nếu Sudbury có thể làm điều đó, thì bạn cũng có thể. Sudbury đã từng là biểu tượng của sự hoang vắng, nó trở thành biểu tượng của niềm hy vọng. "  Atwood đã từng là chủ tịch của Hội Nhà văn Canada và đã giúp thành lập chương nói tiếng Anh của PEN International, một nhóm ban đầu có mục đích giải phóng các nhà văn bị cầm tù về chính trị. Bà giữ vị trí chủ tịch PEN Canada vào giữa những năm 1980  và là người nhận giải thưởng Thành tựu trọn đời của PEN Center USA năm 2017. Bất chấp lời kêu gọi tẩy chay của sinh viên Gazan, Atwood đã đến thăm Israel và chấp nhận giải thưởng Dan David trị giá 1.000.000 USD cùng với tác giả Ấn Độ Amitav Ghosh tại Đại học Tel Aviv vào tháng 5 năm 2010  Atwood nhận xét rằng "chúng tôi không tẩy chay văn hóa." 

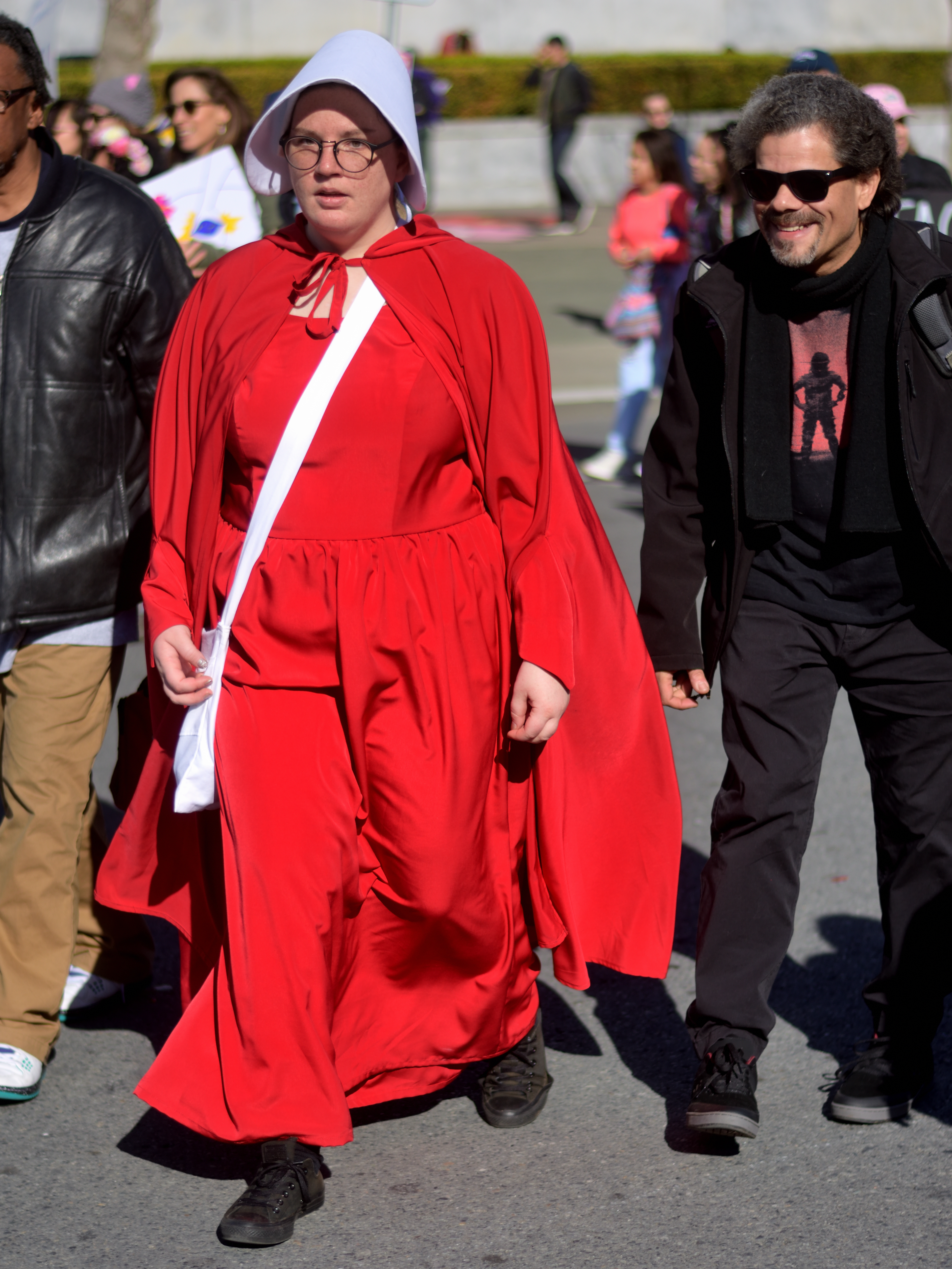
Một thành viên của nhóm hành động chính trị Liên minh của người hầu gái.

Trong cuốn tiểu thuyết dystopia The Handdess's Tale của bà, tất cả những diễn biến đều diễn ra ở Hoa Kỳ gần Boston, trong khi Canada được miêu tả là hy vọng duy nhất cho một lối thoát. Đối với một số điều này phản ánh tình trạng "trong đội tiên phong của chủ nghĩa chống Mỹ trong những năm 1960 và 1970" của bà. Các nhà phê bình đã xem Gilead (Hoa Kỳ) là một chế độ đàn áp và Người hầu gái bị ngược đãi như Canada. Trong cuộc tranh luận năm 1987 về một hiệp định thương mại tự do giữa Canada và Hoa Kỳ, Atwood đã lên tiếng phản đối và đã viết một bài luận phản đối thỏa thuận này. Atwood tuyên bố rằng cuộc bầu cử tổng thống Mỹ năm 2016 đã dẫn đến sự gia tăng doanh số của The Handdess's Tale. Lấy cảm hứng từ Câu chuyện của Người hầu gái, nhóm hành động chính trị "Liên minh của Những người hầu gái" được thành lập vào năm 2017 để đáp trả việc luật pháp và các hành động nhằm hạn chế quyền của phụ nữ và các nhóm bên lề. Các nhà hoạt động, mặc áo choàng đỏ và đội mũ trắng như được mô tả trong The Handdess's Tale, đi lobby và biểu tình để mang lại nhận thức cho các chính trị gia và luật pháp mà có phân biệt đối xử với phụ nữ và quyền phụ nữ.

## Chuyển thể văn học
Cuốn tiểu thuyết Lướt sóng (1972) đã được chuyển thể thành phim cùng tên năm 1981, được viết bởi Bernard Gordon và đạo diễn Claude Jutra. Bộ phim đã nhận được những đánh giá kém và phải chịu đựng "những nỗ lực nhỏ bé để tìm kiếm những tác phẩm điện ảnh cho những khía cạnh chủ quan và thi vị khó chấp nhận của cuốn tiểu thuyết." 
Cuốn tiểu thuyết The Handdess's Tale (1985) đã được chuyển thể thành nhiều tác phẩm cùng tên. Một bộ phim năm 1990, do Volker Schlöndorff đạo diễn, với kịch bản của Harold Pinter, đã nhận được nhiều ý kiến trái chiều. Một bản chuyển thể âm nhạc đã dẫn đến vở opera năm 2000, được viết bởi Poul Ruders, với một bản nhạc kịch của Paul Bentley. Nó được công chiếu tại Nhà hát Opera Hoàng gia Đan Mạch năm 2000, và được dàn dựng vào năm 2003 tại Nhà hát Opera Quốc gia Anh và Nhà hát Opera Minnesota. Một bộ phim truyền hình của Bruce Miller bắt đầu phát sóng trên dịch vụ phát trực tuyến Hulu vào năm 2017. Mùa đầu tiên của chương trình đã kiếm được tám giải Emmy năm 2017, bao gồm cả loạt phim truyền hình xuất sắc. Phần hai được công chiếu vào ngày 25 tháng 4 năm 2018 và được thông báo vào ngày 2 tháng 5 năm 2018 rằng Hulu đã gia hạn loạt phim cho phần thứ ba. Atwood xuất hiện trong một vai khách mời trong tập đầu tiên với tư cách là một trong những bà Dì tại Trung tâm Đỏ.
Năm 2003, sáu truyện ngắn của Atwood đã được Shaftesbury Films chuyển thể thành bộ phim truyền hình tuyển tập The Atwood Stories.
Bài giảng Massey năm 2008 của Atwood đã được chuyển thể thành phim tài liệu Payback (2012), bởi đạo diễn Jennifer Baichwal. Bình luận của Atwood và những người khác như nhà kinh tế học Raj Patel, nhà sinh thái học William Reese và học giả tôn giáo Karen Armstrong, được lồng vào nhiều câu chuyện khám phá các khái niệm về nợ và hoàn vốn, bao gồm mối thù máu Armenia, điều kiện làm việc nông nghiệp và vụ tràn dầu Deepwater Horizon.
Cuốn tiểu thuyết Alias Grace (1996) đã được chuyển thể thành một bộ phim ngắn gồm sáu phần năm 2017 do Mary Harron đạo diễn và Sarah Polley chuyển thể. Nó được công chiếu trên CBC vào ngày 25 tháng 9 năm 2017 và toàn bộ loạt phim được phát hành trên Netflix vào ngày 3 tháng 11 năm 2017. Atwood đóng vai khách mời của loạt phim với tư cách là một người đi nhà thờ bất mãn.
Trong Wake of the Flood (phát hành vào tháng 10 năm 2010), một bộ phim tài liệu của đạo diễn người Canada Ron Mann, đã theo Atwood trong chuyến đi quảng bá sách bất thường cho cuốn tiểu thuyết The Year of the Flood (2009) của cô. Trong chuyến quảng bá sách sáng tạo này, Atwood đã tạo ra một phiên bản sân khấu cho cuốn tiểu thuyết của mình, với những người biểu diễn mượn từ các khu vực địa phương mà bà đang đến thăm. Bộ phim tài liệu được mô tả là " vérité phim trên tường." 
Cuốn sách thiếu nhi Wandering Wenda and Widow Wallop's Wunderground Washery (2011) của Atwood đã được chuyển thể thành sê-ri phim truyền hình thiếu nhi The Wide World of Wandering Wenda, phát trên CBC bắt đầu vào mùa xuân năm 2017. Nhằm mục đích cho những người đọc sớm, loạt phim hoạt hình theo Wenda và bạn bè của bà khi họ điều hướng các cuộc phiêu lưu khác nhau bằng cách sử dụng từ ngữ, âm thanh và ngôn ngữ.
Đạo diễn Darren Aronofsky đã được dự kiến sẽ chuyển thể bộ ba truyện MaddAddam cho HBO, nhưng được tiết lộ vào tháng 10 năm 2016 rằng HBO đã bỏ kế hoạch này ra khỏi lịch trình. Vào tháng 1 năm 2018, đã có thông báo rằng Truyền hình Paramount và Nội dung ẩn danh đã mua bản quyền của bộ ba và sẽ đi tiếp mà không có Aronofsky.

## Giải thưởng và vinh danh
Atwood có nhiều bằng cấp danh dự (ví dụ, từ Đại học Oxford, Đại học Cambridge và Sorbonne), và đã giành được hơn 55 giải thưởng ở Canada và quốc tế.

### Giải thưởng
- Governor General's Award, (1966, 1985)[126]
- Companion of the Order of Canada, 1981[127]
- Guggenheim fellowship, 1981[128]
- Los Angeles Times Fiction Award, 1986[129]
- American Humanist Association Humanist of the Year, 1987 [130]
- Nebula Award, 1986 and Prometheus Award, 1987 nominations, both science fiction awards.[131][132]
- Arthur C. Clarke Award for best Science Fiction, 1987[133]
- Foreign Honorary Member of the American Academy of Arts and Sciences, 1988[134]
- Canadian Booksellers Association Author of the Year, 1989
- Trillium Book Award, 1991, 1993, 1995[135]
- Government of France's Chevalier dans l'Ordre des Arts et des Lettres, 1994[136]
- Helmerich Award, 1999, by the Tulsa Library Trust.[137]
- Booker Prize, 2000[138]
- Kenyon Review Award for Literary Achievement, 2007[139]
- Prince of Asturias Award for Literature, 2008[140]
- Nelly Sachs Prize, Đức, 2010[141]
- Dan David Prize, Israel, 2010[142]
- Queen Elizabeth II Diamond Jubilee Medal, Canada, 2012[143]
- Los Angeles Times Book Prize "Innovator's Award", 2012[144]
- Gold medal of the Royal Canadian Geographical Society, 2015[145]
- Golden Wreath of Struga Poetry Evenings, Macedonia, 2016[146]
- Franz Kafka Prize, Cộng hòa Séc, 2017[147]
- Peace Prize of the German Book Trade, Đức, 2017[148]
- Companion of Honour, 2019 [149]

### Bằng danh dự
- Trent University, 1973[150]
- Queen's University, 1974[151]
- Concordia University, 1979[152]
- Smith College, 1982[153]
- University of Toronto, 1983[154]
- University of Waterloo, 1985[155]
- University of Guelph, 1985[156]
- Mount Holyoke College, 1985[157]
- Victoria College, 1987[158]
- Université de Montréal, 1991[159]
- University of Leeds, 1994[136]
- McMaster University, 1996[160]
- Lakehead University, 1998[161]
- University of Oxford, 1998[162]
- Algoma University, 2001[163]
- University of Cambridge, 2001[164]
- Dartmouth College, 2004[165]
- Harvard University, 2004[166]
- Université de la Sorbonne Nouvelle, 2005[167]
- National University of Ireland, Galway, 2011[168]
- Ryerson University, 2012[169]
- Royal Military College of Canada (LL.D), ngày 16 tháng 11 năm 2012 [170]
- University of Athens, 2013[171]
- University of Edinburgh, 2014[172]

## Tác phẩm
| 1. Linh dương và gà nước (2003, finalist for the 2003 Booker Prize and the 2003 Governor General's Award and shortlisted for the 2004 Orange Prize for Fiction.) 2. Năm lụt lội (2009, Oryx and Crake companion, longlisted for the 2011 International Dublin Literary Award) 3. MaddAddam (2013) (Third novel in Oryx and Crake trilogy, Goodreads Choice for Best Science Fiction 2013) - The Edible Woman (1969) - Lướt sóng (1972) - Phu nhân Oracle (1976) - Life Before Man (1979, finalist for the Governor General's Award) - Bodily Harm (1981) - Chuyện người tùy nữ (1985, winner of the 1987 Arthur C. Clarke Award và 1985 Governor General's Award, finalist for the 1986 Booker Prize) - Mắt mèo (1988, finalist for the 1988 Governor General's Award and the 1989 Booker Prize) - The Robber Bride (1993, finalist for the 1994 Governor General's Award and shortlisted for the James Tiptree, Jr. Award) - Gọi thêm là Grace (1996, winner of the 1996 Giller Prize, finalist for the 1996 Booker Prize and the 1996 Governor General's Award, shortlisted for the 1997 Orange Prize for Fiction) - Tay sát thủ mù (2000, winner of the 2000 Booker Prize and finalist for the 2000 Governor General's Award, shortlisted for the 2001 Orange Prize for Fiction.) - The Penelopiad (2005, nominated for the 2006 Mythopoeic Fantasy Award for Adult Literature and longlisted for the 2007 International Dublin Literary Award) - Scribbler Moon (2014; written in 2014 as part of the Future Library project) - The Heart Goes Last (2015) - Hag-Seed (2016) - Những chúc thư (2019) - Dancing Girls (1977, winner of the St. Lawrence Award for Fiction and the award of The Periodical Distributors of Canada for Short Fiction) - Murder in the Dark (1983) - Bluebeard's Egg (1983) - Wilderness Tips (1991, finalist for the Governor General's Award) - Good Bones (1992) - Good Bones and Simple Murders (1994) - The Labrador Fiasco (1996) - The Tent (2006) - Moral Disorder (2006) - Stone Mattress (2014) - Double Persephone (1961) - The Circle Game (1964, winner of the 1966 Governor General's Award) - Expeditions (1965) - Bài phát biểu cho Bác sĩ Frankenstein (1966) - Những con vật ở đất nước đó (1968) - Tạp chí của Susanna Moodie (1970) - Thủ tục ngầm (1970) - Chính trị quyền lực (1971) - You Are Happy (1974) Includes the poem Song of the Worms - Selected Poems (1976) - Two-Headed Poems (1978) - True Stories (1981) - Love Songs of a Terminator (1983) - Snake Poems (1983) - Interlunar (1984) - Selected Poems 1966–1984 (Canada) - Selected Poems II: 1976–1986 (US) - Morning in the Burned House, McClelland & Stewart (1995) - Eating Fire: Selected Poems, 1965–1995 (UK,1998) - "You Begin." (1978) – as recited by Margaret Atwood; included in all three most recent editions of her "Selected Poems" as listed above (US, CA, UK) - The Door (2007) - I'm Starved For You: Positron, Episode One (2012) - Choke Collar: Positron, Episode Two (2012) - Erase Me: Positron, Episode Three (2013) - The Heart Goes Last: Positron, Episode Four (2013) - The New Oxford Book of Canadian Verse (1982) - The Canlit Foodbook (1987) - The Oxford Book of Canadian Short Stories in English (1988) - The Best American Short Stories 1989 (1989) (with Shannon Ravenel) - The New Oxford Book of Canadian Short Stories in English (1995) - Up in the Tree (1978) - Anna's Pet (1980) (with Joyce C. Barkhouse) - For the Birds (1990) (with Shelly Tanaka) - Princess Prunella and the Purple Peanut (1995) - Rude Ramsay and the Roaring Radishes (2003) - Bashful Bob and Doleful Dorinda (2006) - Wandering Wenda and Widow Wallop's Wunderground Washery (2011); inspired a cartoon series called Wandering Wenda in 2016. - Survival: Hướng dẫn chuyên đề về Văn học Canada (1972) - Days of the Rebels 1815–1840 (1977) - Second Words: Selected Critical Prose (1982) - Through the One-Way Mirror (1986) - Strange Things: The Malevolent North in Canadian Literature (1995) - Negotiating with the Dead: A Writer on Writing (2002) - Moving Targets: Writing with Intent, 1982–2004 (2004) - Writing with Intent: Essays, Reviews, Personal Prose 1983–2005 (2005) - Payback: Debt and the Shadow Side of Wealth (2008) - In Other Worlds: SF and the Human Imagination (2011) - Kanadian Kultchur Komix featuring "Survivalwoman" in This Magazine under the pseudonym, Bart Gerrard 1975–1980 - Others appear on her website. - Angel Catbird, with Johnnie Christmas and Tamra Bonvillain (2016) - The Servant Girl (1974) - Snowbird (1981) - Heaven on Earth (1987) - The Trumpets of Summer (1964) (with composer John Beckwith) - Frankenstein Monster Song (2004, with rock band One Ring Zero) - "Pauline", a chamber opera in two acts, with composer Tobin Stokes for City Opera Vancouver (2014) - The Poetry and Voice of Margaret Atwood (1977) - Margaret Atwood Reads "Unearthing Suite" (1985) - Margaret Atwood Reading From Her Poems (2005) - Margaret Atwood as herself in Zombies, Run, as a surviving radio operator in themes. 2017 bà được ghi công đóng chính bản thân trong tất cả 26 tập của Wandering Wenda với các chiếc mũ đội đầu khác nhau mang tính hài hước. |